# Edgar Bodenheimer
Edgar Bodenheimer (* 14. März 1908 in Berlin; † 30. Mai 1991 in Davis, CA) war ein amerikanischer Rechtswissenschaftler und Hochschullehrer deutscher Herkunft.

## Leben und Wirken
Bodenheimer, Sohn des Bankiers Siegmund Bodenheimer, studierte Rechts- und Politikwissenschaften an den Universitäten Genf, Heidelberg, München und Berlin. Nach seinem Ersten Juristischen Staatsexamen wurde er 1933 von der Universität Heidelberg mit der aktienrechtlichen Schrift Das Gleichheitsprinzip im Aktienrecht zum Dr. iur. promoviert. Aufgrund seiner jüdischen Herkunft wurde ihm unter dem neu an die Macht gekommenen Regime die Fortsetzung seiner juristischen Ausbildung mit dem Rechtsreferendariat jedoch verweigert; dies bestärkte Bodenheimer in seinem Beschluss, in die USA auszuwandern. Ohne einen amerikanischen Abschluss zu haben, arbeitete er in der Folge für die New Yorker Firma Rosenberg, Goldmark & Collin. Diese war mit der Liquidierung von Ivar Kreugers Streichholzkonzern beschäftigt und benötigte Experten für ausländisches Recht, sodass die Wahl auf den in Deutschland ausgebildeten Bodenheimer fiel. 1935 heiratete er die Juristin Brigitte Levy, die Tochter des Rechtshistorikers Ernst Levy, die er noch aus Heidelberg kannte. Kurz nach der Hochzeit entschlossen sich beide zu einem ergänzenden Studium des amerikanischen Rechts, das sie an der University of Washington in Seattle absolvierten und 1937 abschlossen.
1939 wurde Bodenheimer in den USA eingebürgert und 1940 im Staat Washington zur Anwaltschaft zugelassen. In der Folge kehrte er an die Ostküste zurück und trat eine Stellung im Arbeitsministerium an, die er bis 1942 innehatte. Dort war hauptsächlich mit Fragen des im Rahmen des New Deal erlassenen Fair Labor Standard Acts beschäftigt. 1942 wechselte er an das Office of Alien Property, wo er sich mit der Beschlagnahme deutschen Eigentums in den USA und vor allem mit Patentfragen befasste. 1945 wurde er für vier Monate zu den Nürnberger Prozessen abgeordnet, um Akten des Oberkommandos der Wehrmacht und der I.G. Farben zu bearbeiten. Dem schloss sich eine ähnliche Tätigkeit in Österreich an. In den Nürnberger Verhandlungen gegen Hjalmar Schacht, Franz von Papen und Walther Funk war Bodenheimer Mitglied der Anklagevertretung. 1946 kehrte er in die USA zurück und trat eine Stellung als Professor an der University of Utah an. 1966 wechselte er auf einen Lehrstuhl an die University of California, Davis. 1975 wurde er dort emeritiert, lehrte aber bis zu seinem Tod 1991 als Emeritus weiter.
Bodenheimers Forschungsschwerpunkte waren breit gefächert. Vertieft befasste er sich unter anderem mit der Rechtsvergleichung, der wissenschaftlichen Aufarbeitung seiner praktischen Tätigkeit im Patentrecht und der Rechtsphilosophie. Zu letzterem Gebiet veröffentlichte er einige Bücher, die auch ins Spanische, Portugiesische und Chinesische übersetzt wurden.

## Schriften (Auswahl)
- Das Gleichheitsprinzip im Aktienrecht, J. Bensheimer, Mannheim 1938 (Dissertation)
- Jurisprudence, McGraw-Hill 1940
- Jurisprudence: The Philosophy and Method of the Law, Harvard University Press 1962.
- Treatise on Justice, Philosophical Library 1967.
- Power, Law, And Society; A Study of the Will to Power and the Will to Law, Crane, Russak 1972.
- Philosophy of Responsibility, Fred Rothman 1980.